# Pseuderanthemum detruncatum
Pseuderanthemum detruncatum är en akantusväxtart som först beskrevs av Christian Gottfried Daniel Nees von Esenbeck och Carl Friedrich Philipp von Martius, och fick sitt nu gällande namn av Ludwig Radlkofer. Pseuderanthemum detruncatum ingår i släktet Pseuderanthemum och familjen akantusväxter. Inga underarter finns listade i Catalogue of Life.